# Polytechnikum
Als Polytechnikum (kurz für polytechnische Hochschule oder polytechnische Bildungsanstalt) wurden im 19. Jahrhundert Ingenieurschulen bezeichnet. Der Begriff Polytechnik  (griechisch: πολύτεχνος für ,verschiedene Künste‘) wurde um 1800 geprägt und geht auf die Pariser École Polytechnique zurück. Einige Schulen wurden um die Jahrhundertwende in Technische Hochschulen umgewandelt, andere gingen im Laufe des 20. Jahrhunderts in Fachhochschulen auf, viele wurden auch technische Gymnasialschulen, etwa die österreichischen Höheren Technischen Lehranstalten, die auch Erwachsenenbildung (Meisterklassen) betreiben.

## Wichtige Gründungen in Europa
- Aachen: Königlich Rheinisch-Westfälische Polytechnische Schule zu Aachen – gegr. 1870 – heute: Rheinisch-Westfälische Technische Hochschule Aachen (RWTH)
- Ancona: Freie Universität Ancona[2] – gegr. 1969 – heute: Polytechnische Universität Marken
- Athen: Nationale Technische Universität Athen – gegr. 1836
- Bari: Polytechnikum Bari – gegr. 1990
- Braunschweig: Collegium Carolinum – gegr. 1862 – heute: Technische Universität Braunschweig
- Brüssel: École polytechnique – gegr. 1873 – heute: Freie Universität Brüssel
- Budapest: Institutum Geometrico-Hydrotechnicum – gegr. 1782 – heute: Technische und Wirtschaftswissenschaftliche Universität Budapest
- Bukarest: Polytechnische Universität Bukarest – gegr. 1864
- Champs-sur-Marne: École Nationale des Ponts et Chaussées („Nationale Schule für Brücken und Straßen“) – gegr. 1747 – heute: École des Ponts ParisTech
- Danzig: Technische Hochschule Danzig – gegr. 1904 – heute: Technische Universität Danzig
- Darmstadt: Gewerbeschule Darmstadt – gegr. 1836 – heute: Technische Universität Darmstadt
- Delft: Kgl. Akademie für Zivilingenieure – gegr. 1842 – heute: Technische Universität Delft
- Dresden: Kgl.-Technische Bildungsanstalt Sachsen – gegr. 1828 – heute: Technische Universität Dresden
- Gießen: Gewerbeschule Gießen – gegr. 1838 – heute: Technische Hochschule Mittelhessen
- Hannover: Höhere Gewerbeschule – gegr. 1831 – heute: Gottfried Wilhelm Leibniz Universität Hannover
- Istanbul: Sultanische Marine-Ingenieurschule – gegr. 1773 – heute: İstanbul Teknik Üniversitesi
- Karlsruhe: Polytechnische Schule in Karlsruhe – gegr. 1825 – heute: Karlsruher Institut für Technologie
- Kopenhagen: Polytechnische Lehranstalt – geg. 1829 – heute: Dänemarks Technische Universität
- Lausanne: 2. Eidgenössisches Polytechnikum – gegr. 1968 – heute: École polytechnique fédérale de Lausanne
- Lwiw: Nationale Polytechnische Universität Lwiw – gegr. 1844
- Mailand: Istituto Tecnico Superiore – gegr. 1863 – heute: Polytechnikum Mailand
- Moskau: Kaiserliche Berufsschule – gegr. 1830 – heute: Staatliche Technische Universität Moskau "N. E. Bauman"
- München:

1. Oskar-von-Miller-Polytechnikum – gegr. 1924 – heute: Hochschule für angewandte Wissenschaften München
2. Polytechnische Schule München – gegr. 1827 – heute: Technische Universität München

- Nürnberg: Polytechnische Schule – gegr. 1823 – heute: Technische Hochschule Nürnberg Georg Simon Ohm
- Paris: École polytechnique – gegr. 1794
- Porto: Polytechnische Akademie – gegr. 1836 – heute: Universität Porto
- Prag:

1. Böhmische Ständische Ingenieurschule – gegr. 1717 – seit 1945 geschlossen
2. Tschechische Technische Universität Prag – gegr. 1863

- Schweinfurt: Balthasar-Neumann-Polytechnikum – gegr. 1850 – heute: Hochschule für angewandte Wissenschaften Würzburg-Schweinfurt
- Stockholm: Königlich Technische Hochschule Stockholm – gegr. 1696
- St. Petersburg: Staatliches Polytechnisches Institut Sankt Petersburg – gegr. 1899 – heute: Polytechnische Peter-der-Große-Universität Sankt Petersburg
- Stuttgart: Vereinigte Real- und Gewerbe-Schule in Stuttgart – gegr. 1829 – heute: Universität Stuttgart
- Turin: Polytechnikum Turin – gegr. 1859
- Warschau: Polytechnische Schule Warschau – gegr. 1826 – heute: Technische Universität Warschau
- Wien: k.k. Polytechnisches Institut Wien – gegr. 1815 – heute: Technische Universität Wien
- Zürich: Eidgenössisches Polytechnikum Zürich – gegr. 1855 – heute: Eidgenössische Technische Hochschule Zürich

## Weitere Verwendungen der Bezeichnung
- In Österreich wird als Polytechnische Schule eine einjährige berufsvorbereitende Schule bezeichnet.
- In der DDR war die Polytechnische Oberschule der grundlegende Schultypus.
- In Deutschland wird der Begriff Polytechnik für die Arbeitslehre benutzt.
- Ein Politecnico in Italien ist heute eine Technische Hochschule.